# 斑鳩部落起源傳說
班鳩部落起源傳說，是台灣卑南族阿里擺部落（Vankiu，位於今台東縣卑南鄉一，源自卑南語中的「小辣椒」rinkiu）的起源神話，以其居民的複雜組成和因為地緣關係影響，跟阿里擺部落（Alipai，位於今台東縣卑南鄉，意思為「螞蟻很多」）的起源傳說息息相關是其特色。

## 傳說

### 利嘉部落說法
阿里擺部落和班鳩部落都是利嘉部落（Likavung/Rikavon，位於今台東縣卑南鄉）的分支，為其一大氏族Sangiradan家的部分屬下遷到泰安部落（即大巴六九部落）東北方一處叫亞道（Yatao）的地方建造的，原本只有一個部落，但之後因不明原因分為兩個。

### 班鳩部落說法
阿里擺部落原先是利嘉部落的耕田小屋，後來有族人開始長期住在那裡並且獨立成一個部落，而班鳩部落又在不久後從其中分離出來，並且有部分初鹿部落先從原部落移到附近的Pinatarai，後來併入班鳩部落。過去班鳩部落有兩個祖靈屋：Palangui和Karangiran，其中Palangui來自初鹿部落、Karangiran來自利嘉部落，而在班鳩部落建立後，又有部分來自泰安部落、以及來自新港地區和巴阿尼豐部落（Pa'anifong，位於台東縣東河鄉八里溪北岸、都秀山東南方）的阿美族加入，現已被同化。

### 初鹿部落說法
初鹿部落頭目家族的一名叫Tanovak的人先從部落中分離出來，在Pinatarai建立部落，後來又分出另一個名為Hararihar的部落；另一方面，阿里擺部落略晚於Pinatarai部落從利嘉部落中分離出來，並且後來又分離出班鳩部落，而班鳩部落把Pinatarai和Hararihar兩個部落都合併了。

## 現代研究
班鳩部落的起源傳說之所以如此複雜，學者認為是因為它和阿里擺部落的位置特殊，建於中央山脈快進入台東平原的東側山麓，同時也位於初鹿部落以南、利嘉部落和泰安部落以北的中間地段，導致他們的居民組成複雜；另外，班鳩和阿里擺部落建立的時間也較周遭的部落來的晚，約在漢人勢力還沒進入東部的清領時期。